# Xanthopimpla boehmei
Xanthopimpla boehmei (лат.) — вид перепончатокрылых наездников-ихневмонид рода Xanthopimpla из подсемейства Pimplinae (Ichneumonidae). Назван в честь немецкого зоолога профессора Wolfgang Böhme (Zoological Research Museum Alexander Koenig, Бонн, Германия), в знак признания его поддержки исследования первого автора в Германии и его вклада в исследования биоразнообразия во Вьетнаме.  

## Распространение
Вьетнам (Chu Yang Sin NP, Dak Lak Province).

## Описание
Среднего размера перепончатокрылые насекомые. Основная окраска жёлтая с небольшими чёрными пятнами. Длина тела 10 мм, переднего крыла 9 мм. Лицо вздутое, его высота в 0,75 раза больше ширины; скутеллюм плоский, без латерального киля; метаплевра с задним 0,4 субметаплевральным валиком; средние и задние голени с обширными участками густо расположенных толстых щетинок; нижняя створка на конце яйцеклада с апикальным вертикальным и базальным косым гребнем, охватывающим кончик верхней створки; ножны яйцеклада в 0.45x задней голени. Лимонно-жёлтый наездник; верхняя сторона усиков чёрная, нижняя сторона коричневая до темно-коричневой, наружная сторона скапуса и педицеля жёлтые, три апикальных жгутика красновато-коричневые; чёрное глазковое поле доходит до лба и узко до заднего ската головы; среднеспинка с латеральной чёрной отметиной удлиненная, соединяется сзади с чёрной отметиной впереди щитика, срединное черное пятно сердцевидное; проподеум в основании с крупными латеральными и мелкими срединными черными пятнами; средняя нога с пятым члеником членика черноватая; задний вертлуг отмечен чёрным, задние бедра черные на вершине; базальные 0.2 задних голеней и пятый членик лапок чёрные; крылья прозрачные с затемненными краями, птеростигма и жилки темно-коричневые, кроме ребер желтоватые; тергит 1 с чёрной полосой; 2-й тергит с двумя мелкими, 3-5-й тергиты со средними и 7-й тергит с крупными чёрными пятнами. Предположительно, как и близкие виды паразитирует на гусеницах и куколках бабочек (Lepidoptera). Вид был впервые описан в 2011 году энтомологами из Вьетнама (Nhi Thi Pham; Institute of Ecology and Biological Resources, 18 Hoang Quoc Viet, Ханой, Вьетнам), Великобритании (Gavin R. Broad; Department of Entomology, Natural History Museum, Лондон, Великобритания), Японии (Rikio Matsumoto; Osaka Museum of Natural History, Осака, Япония) и Германии (Wolfgang J. Wägele; Zoological Reasearch Museum Alexander Koenig, Бонн, Германия). Xanthopimpla boehmei сходен с видом Xanthopimpla xystra Townes & Chiu из Индии, отличаясь по окраске, вздутому лицу, плоскому скутеллюму и более короткому футляру яйцеклада (0,45x задней голени против 0,70x).